# 借金大王
『借金大王』（しゃっきんだいおう）は、1994年8月31日に発売されたウルフルズ4枚目のシングル。発売元は東芝EMI。

## 解説
同日発売のセカンド・アルバム『すっとばす』収録。借金癖がついてしまった友人へ説教をするという歌詞で男の友情を描いたユニークな楽曲。「どうーなってるの?!」でお金のトラブル関連再現ドラマが流れた際は、物語の序章部分によく使われていた。

## 収録曲
1. 借金大王3分57秒
  - 作詞・作曲：トータス松本
  - 編曲：ウルフルズ、伊藤銀次
2. あの娘に会いたい
  - 作詞：トータス松本、ウルフルケイスケ
  - 作曲：ウルフルケイスケ
  - 編曲：伊藤銀次

## エピソード
2020年10月に、芸人・粗品（霜降り明星）がこの曲に対するアンサーソングを替え歌で披露した。その後、トータスがアンサーソングに対するアンサーソングを送った。

## タイアップ
- フジテレビ系ドラマ「ナニワ金融道」全シリーズのエンディング及び挿入歌（第一作目1996年2月放映）
- 2022年に公開された劇場版「ナニワ金融道」では、本作のセルフカバーである「借金大王 V」が主題歌として使用された[2]。